# Partit Socialdemòcrata Obrer d'Alemanya
El Partit Socialdemòcrata Obrer d'Alemanya (en alemany: Sozialdemokratische Arbeiterpartei Deutschlands, SDAP) fou un partit polític socialista marxista a la Confederació d'Alemanya del Nord durant el període d'unificació.
Fundat a Eisenach el 1869, el SDAP va perdurar durant els primers anys de l'Imperi Alemany. Sovint anomenat Eisenachers, el SDAP va ser una de les primeres organitzacions polítiques establertes entre els naixents sindicats obrers alemanys del segle xix. Va existir oficialment amb el nom de SDAP només durant sis anys (1869-1875), però a través dels canvis de nom i de les associacions polítiques el seu llinatge es pot remuntar a l'actual Partit Socialdemòcrata d'Alemanya (SPD).